# Джордж и Тэмми
«Джордж и Тэмми» (англ. George & Tammy) — американский драматический мини-сериал режиссёра Джона Хиллкоута, с Джессикой Честейн и Майклом Шенноном в главных ролях. Премьера проекта состоялась 4 декабря 2022 года на телеканале Showtime. Сюжет сериала посвящён истории легенд кантри-музыки Тэмми Уайнетт и Джорджа Джонса, их бурным отношениям и переплетённым карьерам.
Сериал был тепло встречен кинокритиками, особенно хвалили работы Шеннона и Честейн. Последняя получила за свою роль номинацию на премию «Золотой глобус» в категории «Лучшая актриса в мини-сериале или телефильме».

## В ролях
- Джессика Честейн — Тэмми Уайнетт
- Майкл Шеннон — Джордж Джонс
- Стив Зан — Джордж Ричи[англ.]
- Тим Блейк Нельсон — Рой Экафф
- Келли Маккормак[англ.] — Шейла Ричи
- Кэти Миксон — Ян Смит
- Роберт Морган — Пэппи Дэйли[англ.]
- Хендрикс Янси[англ.] — Гвен в детстве
- Уолтон Гоггинс — граф «Арахис» Монтгомери
- Дэвид Уилсон Барнс[англ.] — Билли Шерил[англ.]
- Джон Тир — Гарольд Брэдли[англ.]
- Джошуа С. Аллен — Лу Брэдли
- Кейт Аррингтон — Шарлин Монтгомери
- Пэт Хили — Дон Чапел
- Бобби Икес — Нэн Смит
- Эбби Гловер — Джорджетт Джонс
- Иан Лайонс — Пол Ричи
- Джи Джи Эрнета[англ.] — Нэнси Сепульвадо
- Виви Мирик — Донна Чапел

## Производство
В феврале 2016 года Джош Бролин объявил, что вместе с Джессикой Честейн будет участвовать в работе над байопиком посвящённом жизни Джорджа Джонса и Тэмми Уайнетт. В сентябре 2020 года появилась информация, что формат поменяли на мини-сериал, его сюжет будет основан на книге Джорджетт Джонс (дочери пары) «Трое из нас: взросление с Тэмми и Джорджем», а Бролин сменил амплуа на исполнительного продюсера. Режиссёром всех шести эпизодов выступит Джон Хиллкоут.
Роль Тэмми Уайнетт сохранилась за Честейн. В декабре 2021 года было объявлено, что роль Джорджа Джонса сыграет Майкл Шеннон, а Джорджа Ричи — Стив Зан. В январе 2022 года к основному актёрскому составу присоединились Келли Маккормак и Кэти Миксон. Съёмки стартовали 8 декабря 2021 года в Северной Каролине.
Честейн и Шеннон сами исполняли все песни на съемочной площадке. Сравнивая этот опыт со своей работой в роли Тэмми Фэй Баккер в ленте «Глаза Тэмми Фэй», Честейн пояснила, что запись песен Уайнетт стала для неё вызовом — эта была более сложная задача, чем любая из композиций Бэккер. В течение нескольких месяцев перед началом съёмок главный актёрский дуэт занимался с педагогом по вокалу Роном Браунингом. Позднее Шеннон заявил: «Эти песни очень глубокие, и в них есть свои тёмные уголки. Мы посвящали им много времени. Вдобавок к тому, что мы научились их петь, я думаю, они также позволили нам прочувствовать их авторов, и историю, которую мы рассказывали». Песни были спродюсированы Ти Боуном Бёрнеттом и Рэйчел Мур. По словам Честейн и Шеннона основное внимание уделялось не подражанию голосам Джонса или Уайнетт, а улавливанию определенных аспектов их личности и передаче этого во время музыкальных номеров.

## Список эпизодов
| № | Название              | Режиссёр      | Автор сценария                               | Дата премьеры    | Зрители U.S. (млн) |
| - | --------------------- | ------------- | -------------------------------------------- | ---------------- | ------------------ |
| 1 | «The Race is On»      | Джон Хиллкоут | Эйб Сильвия                                  | декабрь 4, 2022  | 0.179              |
| 2 | «Stand By Your Man»   | Джон Хиллкоут | Эйб Сильвия                                  | декабрь 11, 2022 | н/д                |
| 3 | «We’re Gonna Hold On» | Джон Хиллкоут | Шери Холман и Брайан Голубофф                | декабрь 18, 2022 | н/д                |
| 4 | «The Grand Tour»      | Джон Хиллкоут | Бекки Моуд                                   | декабрь 25, 2022 | н/д                |
| 5 | «Two Story House»     | Джон Хиллкоут | Линдси Вильярреал, Шери Холман и Эйб Сильвия | январь 1, 2023   | н/д                |
| 6 | «Justified & Ancient» | Джон Хиллкоут | Эйб Сильвия и Шери Холман                    | январь 8, 2023   | н/д                |

## Отзывы критиков
Рейтинг сериала на сайте Rotten Tomatoes составляет 86 % со средней оценкой 6,8/10 на основе 36 рецензий. Консенсус критиков гласит: «„Джордж и Тэмми“, возможно, не обладает внутренним стержнем сродни песням, записанным его героями, но этот биографический проект выигрывает от пары хорошо подобранных главных актёров с потрясающей самоотдачей». На Metacritic сериал получил 71 балл на основе 23 рецензий, что приравнивается к «в целом положительному» статусу.

## Награды и номинации
| Премия                         | Категория                                         | Номинант         | Результат |
| ------------------------------ | ------------------------------------------------- | ---------------- | --------- |
| «Золотой глобус»               | Лучшая женская роль — мини-сериал или телефильм   | Джессика Честейн | Номинация |
| Премия Гильдии киноактёров США | Лучшая женская роль в телефильме или мини-сериале | Джессика Честейн | Победа    |